# Raymond du Puy
Raymond du Puy de Provence (1083-1160) francia lovag, a szentföldi Akko város kormányzója és a Jeruzsálemi Szent János Lovagrend második vezetője, első nagymestere (1120-1160) volt. Latin névváltozata Raimundus Puteanus.

## Életútja
Hughes du Puy (1060-?) fiaként régi nemesi családban született, talán a franciaországi Dauphinében. Ő volt az első, akit a Jeruzsálemi Szent János Ispotályos Rend mesterévé neveztek ki az alapító Gérard halála után, 1120-ban. Bevezette az 1113-ban jóváhagyott egyházi rendben a hármas felosztást káplánokra, lovagokra és szolgálókra. Kötelezővé tette a lovagok öltözékén a nyolcágú fehér kereszt viselését, amelyet később máltai keresztnek neveztek el. Ő készítette a rend első szabályzatát is. A lovagok feladatává tette, hogy férfiasan harcoljanak, de a teológiai erényekkel felvértezve, ezután pedig irgalmasságot gyakoroljanak. Több pápa jóváhagyását is megkapta munkájához, közülük II. Ince rendelte el a vörös alapon fehér kereszt viselését 1130-ban. A johanniták 1142-ben megszerezték Krak des Chevaliers várát. Az 1150-es évekre már egész Közép- és Nyugat-Európában elterjedt a rend. 1160-ban halt meg, miután 33 éven át vezette a lovagokat. Utódául Auger de Balbent választották.